# خانه کارت‌ها

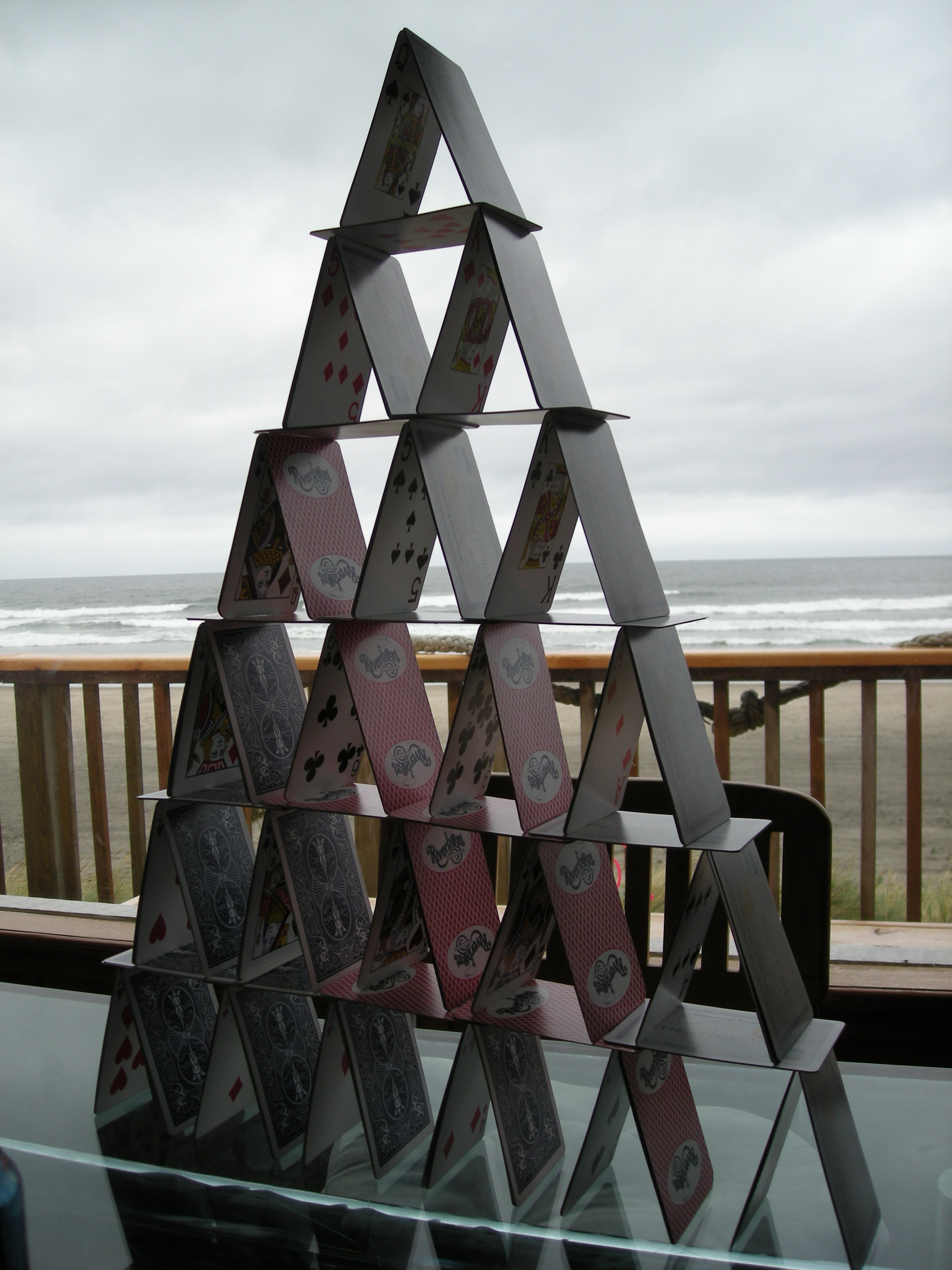
قلعه کارت‌های شش طبقه کلاسیک

خانه کارت‌ها (انگلیسی: House of cards) (همچنین شناخته‌می‌شود به‌عنوان برج کارت‌ها یا قلعه کارت‌ها) یک سازه است که با چیدن ورق‌های بازی بر روی یکدیگر، اغلب به شکل  هرم، ساخته می‌شود. سازه‌های ساخته‌شده با لایه‌بندی به این روش، مانند استون‌هنج، به‌عنوان «معماری خانه کارت‌ها» یاد می‌شوند، که به دوران‌های معماری دیوسنگی و خرسنگ بازمی‌گردد.
ساختارهای ایجادشده با استفاده از این روش بر چیزی بیش از تعادل و اصطکاک به منظور حفظ عمودی تکیه ندارند. به‌طور ایده آل، چسب یا دیگر روش‌های اتصال خارجی مورد استفاده قرار نمی‌گیرند و هیچ آسیبی یا تغییری در خود کارت‌ها ایجاد نمی‌شود. هرچه ساختار بزرگ‌تر باشد، تعداد کارت‌های متوازن بالاتر می‌رود که در نتیجه یکپارچگی و ایستادگی ساختمان کارت‌ها را به خطر می‌اندازد.